# Sedova Zaïmka
Sedova Zaïmka (en rus: Седова Заимка) és un poble (un possiólok) de l'óblast de Novossibirsk, a Rússia, que en el cens del 2010 tenia quatre habitants, pertany al districte de Novossibirsk.